# Palatul Sturdza de la Miroslava

Palatul Sturdza de la Miroslava.

Palatul Sturdza de la Miroslava este un palat construit la începutul secolului al XIX-lea de către familia boierului moldovean Vasile Beldiman în satul Miroslava, la o distanță de 4 km de municipiul Iași.
Palatul Sturdza de la Miroslava (sau Casa Sturdza) a fost inclus pe Lista monumentelor istorice din județul Iași din anul 2015, la numărul 1447, cu denumirea Casa Sturza, având codul LMI  IS-II-m-B-04204 . Palatul se află în prezent în curtea Liceului Agricol "Mihail Kogălniceanu" din Miroslava, aici funcționând Muzeului Etnografic al Agriculturii Moldovei și biblioteca școlii.

## Istoric
Palatul Sturdza de la Miroslava a fost construit la începutul secolului al XIX-lea de către familia boierului moldovean Vasile Beldiman. În această clădire a fost deschis la 24 octombrie 1831 Institutul de Educație pentru Fiii de Nobili, care a funcționat până în anul 1834, când absolvenții primei promoții (printre care și Mihail Kogălniceanu) au plecat împreună cu profesorii lor francezi să-și continue studiile la Paris .
La începutul secolului al XX-lea, palatul s-a aflat în proprietatea principesei Olga Sturdza (1884-1971), fiica principelui Alexandru Mavrocordat și a Luciei Cantacuzino-Pașcanu. Ea a înființat în februarie 1917 în acest palat Orfelinatul "Principesa Olga M. Sturdza". La 1 septembrie 1919, aici s-a deschis Școala superioară de agricultură de la Miroslava, înzestrată cu peste 200 ha teren arabil. 
În anul 1946, principesa Olga Sturdza a donat statului palatul, terenul agricol (peste 200 de ha), parcurile și toate dependințele, acestea devenind proprietatea Școlii agricole. În septembrie 1974, Școala superioară de agricultură s-a transformat în Liceul Agroindustrial Miroslava, redenumit în mai 1991 ca Grupul Școlar Agricol "Mihail Kogălniceanu".
În prezent, în această clădire este amenajat Muzeul Etnografic al Agriculturii Moldovei și biblioteca Liceului Agricol "Mihail Kogălniceanu" din Miroslava. Muzeul a fost deschis în mai 1980, după șase ani de acumulări intensive, cu concursul specialiștilor de la Muzeul Etnografic al Moldovei – Complexul Iași. El a funcționat ani de zile în doar trei săli ale Palatului Sturza, iar astăzi este extins în 12 camere, dintre care unele de foarte mari dimensiuni, ocupând practic în întregime palatul menționat . În muzeu sunt expuse piese de mare interes și valoare pentru ilustrarea universului artistic și utilitar al țăranului român din centrul Moldovei, grupate în șase secții distincte și anume: 
- Unelte agricole pentru cultura mare;
- Zootehnia în Moldova;
- Industrie casnică în Moldova;
- Portul popular din Zona Iași;
- Centre ceramice tradiționale din Zona Iași;
- Istoria școlii și a învățământului agricol românesc din Moldova.

În prezent, edificiul are nevoie de reparații capitale, existând deja fisuri în pereți. În perioada iernii, el nu este folosit deoarece nu dispune de instalații de încălzire .

## Fotogalerie

Partea din spate a palatului
Partea din spate a palatului
Intrarea în palat
Placa de bronz amplasată pe zidul palatului în memoria principesei Olga Sturdza